# 瘤腺叶下珠
瘤腺叶下珠（学名：Phyllanthus myrtifolius），又名锡兰叶下珠，为叶下珠属下的一个种。別稱錫蘭桃金娘、桃金孃葉下珠。原產於斯里蘭卡島，臺灣於1910年引進臺北帝國大學理農學部附屬植物園。

## 扩展阅读
- 維基物種上的相關：瘤腺叶下珠